# This Used to Be My Playground
"This Used to Be My Playground"é uma canção da cantora estadunidense Madonna. É o tema principal do filme A League of Their Own, co-estrelado pela cantora, que narra o início da liga de beisebol profissional All-American Girls. Representantes da Columbia Records pediram que ela gravasse uma música para a trilha sonora; Naquela época, Madonna estava trabalhando em seu quinto álbum de estúdio, Erotica, com o produtor Shep Pettibone , então eles desenvolveram algumas idéias e finalmente criaram "This Used to Be My Playground" em dois dias. Uma vez apresentado à equipe do diretor Penny Marshall foi lançado como um single separado em 16 de junho de 1992, pela Sire e Warner Bros Records. No entanto, não estava disponível na trilha sonora por motivos contratuais, embora mais tarde tenha aparecido na compilação Barcelona Gold, lançada em julho daquele ano para coincidir com os Jogos Olímpicos de 1992. Mais tarde, em 1995, ela foi incluída na compilação de baladas Something to Remember.
Composta e produzida por Madonna e Pettibone, "This Used to Be My Playground" marcou a primeira vez que o produtor trabalhou com arranjos de cordas ao vivo. A cantora gravou em um microfone Shure SM57, que apresenta piano, órgão, cordas e um som básico de tambor. Durante a gravação final, a dupla teve que refazer completamente a seção da orquestra para adaptar a música. Começa com uma introdução de teclados e cordas, seguida por Madonna cantando suave, mas expressivamente. O verso e o coro se combinam para continuidade, mas a faixa termina de repente. Liricamente trata-se de visitar lugares de infância e não deixar ir o passado.
De um modo geral, recebeu elogios de críticos de música e jornalistas, que o consideravam um complemento essencial ao repertório de Madonna. Ele ainda recebeu uma indicação na categoria de  Melhor Canção Original no Prêmio Globo de Ouro de 1992. Do ponto de vista comercial, alcançou o topo das tabelas no Canadá, Itália, Finlândia e Suécia. Nos Estados Unidos, ele se tornou seu décimo número um na tabela Billboard Hot 100, empatando-a com Whitney Houston como as artistas femininas com mais músicas na posição superior naquela época. Além disso, ele recebeu uma certificação de prata no Reino Unido e um de ouro nos Estados Unidos e na Austrália. Para sua promoção, um videoclipe foi feito dirigido por Alek Keshishian e filmado na Califórnia. O enredo é uma jornada visual de memórias: Madonna canta melancolicamente sobre os velhos tempos, enquanto o espectador muda para um álbum de fotos que inclui imagens em movimento da cantora e cenas do filme.

## Antecedentes e lançamento

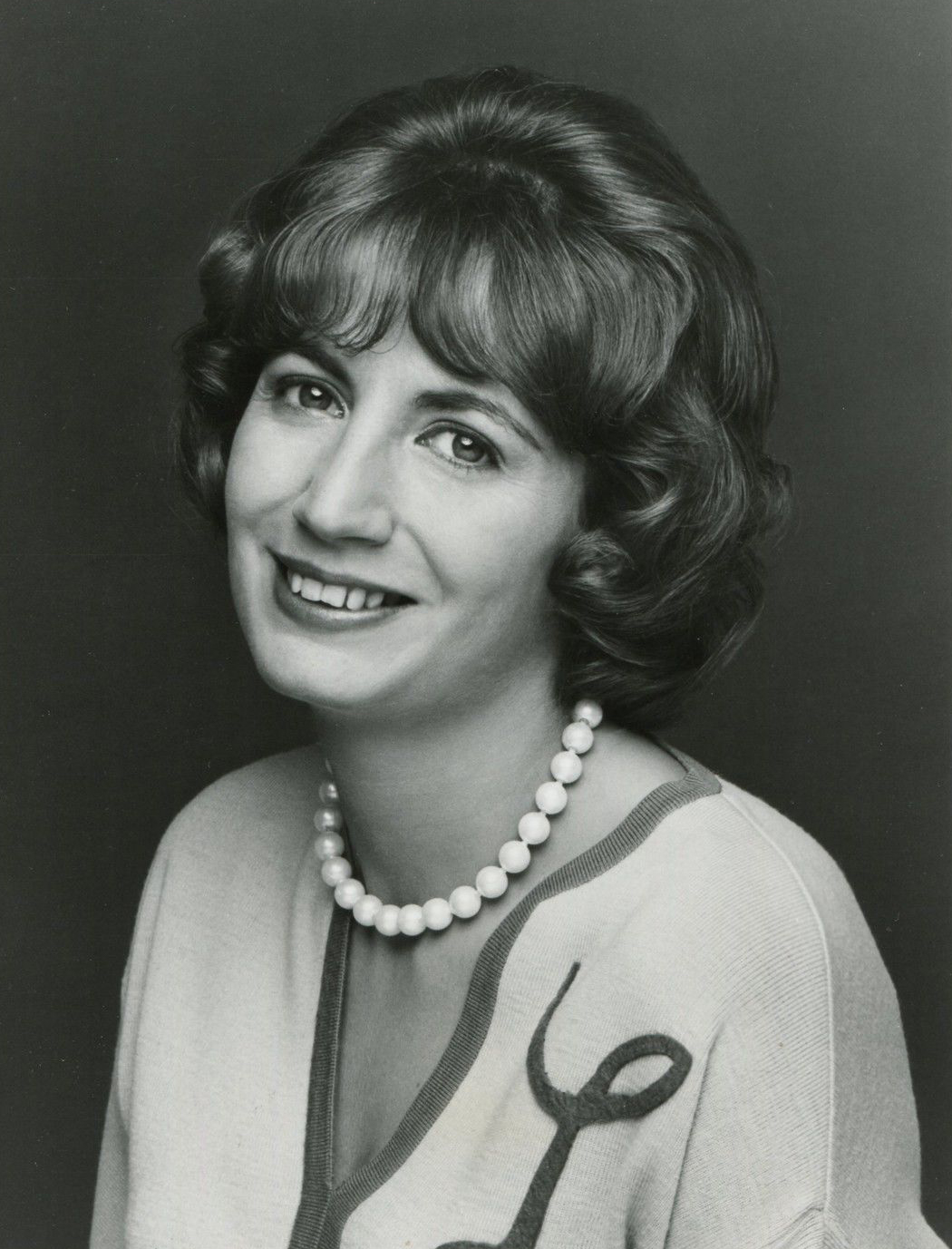
Madonna estrelou o filme A League of Their Own, que foi dirigido por Penny Marshall (foto).

Em 1992, Madonna estrelou o filme A League of Their Own, dirigido por Penny Marshall, que conta de forma fictícia o início da liga profissional de beisebol All-American Girls (AAGPBL). Os representantes da Columbia Records apresentaram o roteiro ao supervisor musical Jay Landers e, juntamente com Michael Dilbeck, diretor musical da Columbia Records, decidiram compor uma trilha sonora para a produção. De acordo com Landers, Marshall, que tinha uma boa conexão com a comunidade musical, também os ajudou a escolher os músicos com quem eles queriam trabalhar. Para fazer isso, ele queria que a música e as músicas fossem tocadas por artistas contemporâneos, mas levando em consideração o período de 1943-44, época em que o filme estava ocorrendo. Carole King já havia composto o tema de abertura e Columbia queria que Madonna, associada ao filme, gravasse outro. Lars lembrou que havia algumas "primeiras perguntas" sobre se seu personagem deveria permanecer o mesmo ou separado da música, e no final eles decidiram seguir o último conceito.
Após a conclusão das filmagens, a cantora começou a gravar seu quinto álbum de estúdio, Erotica, com o produtor Shep Pettibone. De janeiro a março de 1992, ambos trabalharam em modelos para o álbum e finalmente decidiram se concentrar em quinze. Quando Landers ligou para Madonna e perguntou se ela poderia gravar uma música para A League of Their Own, ela e Pettibone já haviam terminado de completar "Rain". Ele admitiu que não tinha material para o filme, para o qual Landers explicou que Marshall só queria uma balada. Dessa forma, o produtor compôs uma faixa na mesma noite e a intérprete teve algumas idéias que ele queria incorporar. Ele criou a música "This Used to Be My Playground" cantarolando acordes gerados por computador e reformulando um arranjo de cordas enquanto uma orquestra esperava no estúdio. Durante uma entrevista à NME, Madonna descreveu o processo como um "roteiro mapeado", uma vez que era completamente separado das sessões de Erotica. Levou dois dias para compor e produzir, e a versão final foi enviada para a equipe Marshall. Landers lembrou que "eles adoraram imediatamente ... Todos nós pensamos que seria muito bem-sucedido e sabíamos imediatamente que seria perfeito".
Por motivos contratuais, a música não fazia parte da trilha sonora de A League of Their Own; em vez disso, foi apresentado na compilação Barcelona Gold, publicada para promover os  no formó parte de la banda sonora de A League of Their Own; en cambio, figuró en el recopilatorio Barcelona Gold, publicado para promocionar los Jogos Olímpicos de 1992. Mesmo assim, as empresas Sire e Warner Bros. o lançou oficialmente em 16 de junho, 1992 como um único independente da Madonna para promover o filme. Posteriormente, em 1995, ela apareceu na compilação de baladas de Madonna, Something to Remember.

## Gravação e composição
Gravar "This Used to Be My Playground" foi uma nova experiência para Pettibone, pois foi a primeira vez que ele trabalhou com arranjos e com músicos ao vivo. Para fazer isso, ele pegou o modelo e adicionou um som básico de tambor, piano e uma seção de cordas. Eles não tinham nenhuma corda originalmente composta para a música, então o compositor Jeremy Lubbock foi escolhido para o arranjo musical ; Lubbock já havia trabalhado com Madonna na trilha sonora  I'm Breathless (1990). A cantora gravou a música em um microfone Shure SM57 enquanto a melodia tocava repetidamente, acompanhada pelo piano, órgão, cordas e um som básico de loop em um laptop Macintosh. Pettibone passou o resto das sessões trabalhando nos versículos, antes que a estrutura final fosse concluída. No dia seguinte ao final da música, Madonna viajou ao Oregon para filmar seu próximo filme, Body of Evidence, que deu ao produtor tempo suficiente para terminar as outras faixas de Erotica.
A dupla se reuniu novamente em maio de 1992 no Oceanway Studios em Los Angeles para concluir a orquestração. O arranjo de Lubbock foi escolhido para adicionar os retoques finais e a gravação começou. No entanto, Madonna e Pettibone não estavam satisfeitos com as partes da orquestra e queriam refazer toda a composição; o produtor lembrou: «[Ambos] tivemos que mudar todo o arranjo, logo ali, no estúdio, com uma orquestra completa sentada e cobrando para ocupar espaço: cerca de US$ 15.000 por três horas, 3000 a cada meia hora. E, claro, Lubbock estava conversando com duas pessoas que não distinguem um dó de uma si. Você sentiu a pressão. Os dois ficaram perto do Mac do produtor e cantaram as notas, enquanto Lubbock as corrigia. A gravação total foi concluída em 2 horas e 58 minutos, poupando-os de pagar à orquestra as taxas adicionais. A última gravação aconteceu no Memorial Day, onde Madonna refez os vocais principais e os melhorou. Juntos, eles fizeram algumas edições finais da faixa e terminaram.
"This Used to Be My Playground" apresenta uma introdução ao teclado, seguida por uma seção de cordas antes do início da voz de Madonna.. É definida como uma fórmula de compasso de 4/4 com ritmo lento "com a expressão" de 77 batidas por minuto. Consiste na clave de sol menor mais baixo e o registro vocal do cantora se estende desde a notas sol3 a si♭4 Segue a progressão harmônica desol menor—fá/sol—sol menor—fá/sol—mi♭7-ré menor-solsus-sol. Os acordes têm um ritmo inesperado em termos do começo e do fim, porque vão do mi♭ a sol menor e momentaneamente ao fá maior, e depois retornam à sequência anterior. A música tem uma qualidade exuberante e romântica , com a melodia passando por diferentes extensõese alturas, e o verso e o coro fluem um para o outro, fazendo com que pareça ininterrupto. Madonna canta com uma voz suave, mas expressiva, ajudada pelas cordas e pelas coristas durante o terceiro verso. No final, sua voz é duplicado e produz pouca aspereza. A letra fala sobre visitar lugares de infância, refletidos nas falas. "Este costumava ser o meu playground / Esse costumava ser o meu sonho de infância", e evoca a composição de seu quarto álbum de estúdio, Like a Prayer (1989). A cantora está em um dilema entre escolher o passado e deixá-lo ir, e conclui que o último é difícil "Diga adeus ao ontem / Essas são palavras que eu nunca direi (nunca direi)". Tem um fim repentino com a orquestra e o refrão que pronuncia a última frase: "Desejando que você estivesse aqui comigo", endereçada à mãe de Madonna.

## Análise da crítica
No geral, "This Used to Be My Playground" recebeu análises positivas de críticos de música e jornalistas. Por exemplo, J. Randy Taraborrelli, autor de Madonna: An Intimate Biography, e Sal Cinquemani, da Slant Magazine, chamaram a música de "performance melancólica" e uma das "jóias de trilhas sonoras" da cantora, respectivamente. Opiniões semelhantes vieram de Michelle Morgan, autora de Madonna, e Liz Smith de The Toledo Blade, que descreveu -o como "requintado" e uma "linda balada". Rikky Rooksby no livro, The Complete Guide to the Music of Madonna, escreveu que era apropriado para o filme e seu momento nostálgico perto do fim, onde os personagens adultos são mostrados reunidos em um museu aberto a eles e à liga profissional. Ele chamou de "uma das melhores gravações de Madonna e seu single mais expressivo".
Em sua avaliação a Something to Remember, Chris Wade observou em The Music of Madonna que ela evocou um "sentimento estranhamente triste e nostálgico, lembrando-nos as memórias do passado". Ele elogiou a voz da cantora chamando-o de "som principal" da música e acrescentou que o jeito como ela "canta e captura a melodia melancólica é comovente [...] porque é uma de suas melhores baladas". Na sua opinião para o mesmo álbum, Edna Gundersen, do USA Today, sentiu que estava, junto com "Crazy for You" (1985), "comovente e bem arranjada". Jose F. Promis, em sua crítica ao single de Allmusic, ele chamou de "um antecessor discreto de seu álbum mais famoso, Erotica". Ele também acreditava que a versão do single valia a pena ser colecionada, pois não era lançada em CD nos Estados Unidos. Chris Hicks do Deseret News disse que era uma "boa mudança de ritmo" e Mary Ann A. Batista no Philippine Daily Inquirer chamado que "uma das melodias alternativas da cantora [...] que podem ser tão romântico movendo-se como qualquer balada".
O escritor e jornalista americano Matthew Rettenmund mencionou em seu livro Encyclopedia Madonnica 20 que sua "dedicação honesta e [sua] dolorosa sensação de solidão, remorso e nostalgia pela amizade perdida" ajudaram a música a subir ao topo das tabelas. A equipe de roteiristas da Rolling Stone, em sua revisão da discografia de Madonna, nomeou-a como a "pista chave" de Something to Remember. Em seu comentário ao Barcelona Gold, Bill Rice de The Daily Gazette, escreveu que "o single melancólico "This Used to Be My Playground" é o vencedor da medalha". Em uma crítica mista, Andy Orrell, do Entertainment Scene 360, concedeu a ela três estrelas em cinco e afirmou que, embora tivesse "boas letras" e fosse uma que os fãs da cantora adorassem, ela parecia "um pouco lenta", "chato", "deprimente e miserável". Alfred Soto, da Stylus Magazine, também foi crítico e o descartou como "um remake sentimental de "Promise to Try" de Like a Prayer.

### Agraciamentos
em 1992, "This Used to Be My Playground" foi indicado para Melhor Canção Original no Prêmio Globo de Ouro, mas perdeu para "A Whole New World" de Aladdin. Ele ganhou dois prêmios no ASCAP Awards, nas categorias de Maior Canção Ouvida em um Filme e Canção Pop Mais Ouvida. Em adição a isto, apareceu em várias listas de melhores músicas de Madonna. Assim, a equipe de redação da Billboard incluiu na posição 27 dos 100 melhores da cantora; Andrew Unterberger, um dos editores do artigo, comentou que a faixa "melodramática" havia demonstrado habilmente "a dor inerente ao olhar para trás, com um valor de dor vitalício em todas as memórias das letras". Na mesma lista, Louis Virtel, da NewNowNext, classificou-a no número 52 e a declarou "nostálgica e doce, e deu-lhe grande sucesso usando as qualidades chorosas de sua voz". A revista Rolling Stone, colocou ele no número 45 das "50 Maiores Canções de Madonna" e descrito como "obscuramente sentimental". Em comemoração aos 60 anos da intérprete, Chuck Arnold, de Entertainment Weekly, considerou seu 33º melhor single e uma de suas melhores baladas. Além disso, ele observou que "sua caligrafia nostálgica ressoa ainda mais poderosamente com Madonna agora aos 60 anos". Nas 20 melhores músicas da artista, Allison Franks e Michael Roffman, da Consequence of Sound, colocaram "This Used to Be My Playground" no nono lugar; Franks a chamou de "linda" e "serena" e mencionou que ela honestamente capturou "as emoções de todo e qualquer jogador [no filme]".
Em comemoração ao show de intervalo de Madonna no Super Bowl XLVI, realizou em fevereiro de 2012, o site da NPR reuniu um repertório de sete músicas que a cantora poderia ter apresentado; "This Used to Be My Playground" fazia parte e a autora do artigo, Ann Powers, opinou que seria "bastante apropriado" incluir a balada para reduzir a atmosfera do show. Além disso, ele mencionou que, com seu "tom nostálgico, ele captura a melancolia e o lado futebolístico do Friday Night Lights". Ela também ficou em 46º lugar entre os 78 singles de Madonna, compilados por Jude Rogers do The Guardian, em 25 de suas 53 melhores músicas, criadas por Mark Graham do VH1 e entre os 16 dos 25 mais populares da artista, no site educacional  HowStuffWorks. Matthew Jacobs do Huffington Post, considerou que o seu trigésimo segundo single e observou que "é surpreendente que o lançamento desta balada sincera veio entre "Justify My Love" e "Erotica", confirmando a numerosos coroas quadriculadas que ela pode usar". Apareceu nas 10 principais faixas de trilhas sonoras de Madonna, criadas por Garrett Mitchell, da The Arizona Republic; Ele observou que suas "reflexões melancólicas se juntaram ao filme" através deste single. James Croot, do Stuff.co.nz, a selecionou como uma das melhores em sua discografia e afirmou que a balada lenta e lamentável proporcionava o reflexo perfeito do olhar nostálgico do filme em um momento raro em que as mulheres eram os foco do esporte americano". Também estave no lugar 59 da contagem "Todos os Singles de Madonna, Ordenados do Pior para o Melhor", feitos por Guillermo Alonso da versão espanhola da Vanity Fair; Em uma opinião ambivalente, ele garantiu que o "grande sucesso mundial" dessa "balada esquecível" pode ter sido porque foi lançado no "pico de sua popularidade, [mas] nem mesmo a própria Madonna a entende". Finalmente, em fevereiro de 2013, Matthew Rettenmund incluiu-o no número 44 na lista "Percepção Imaculada: Cada Música de Madonna, do Melhor ao Pior", uma lista de 221 músicas gravadas pela cantora desde a sua criação em 1980 até então".

## Vídeo musical

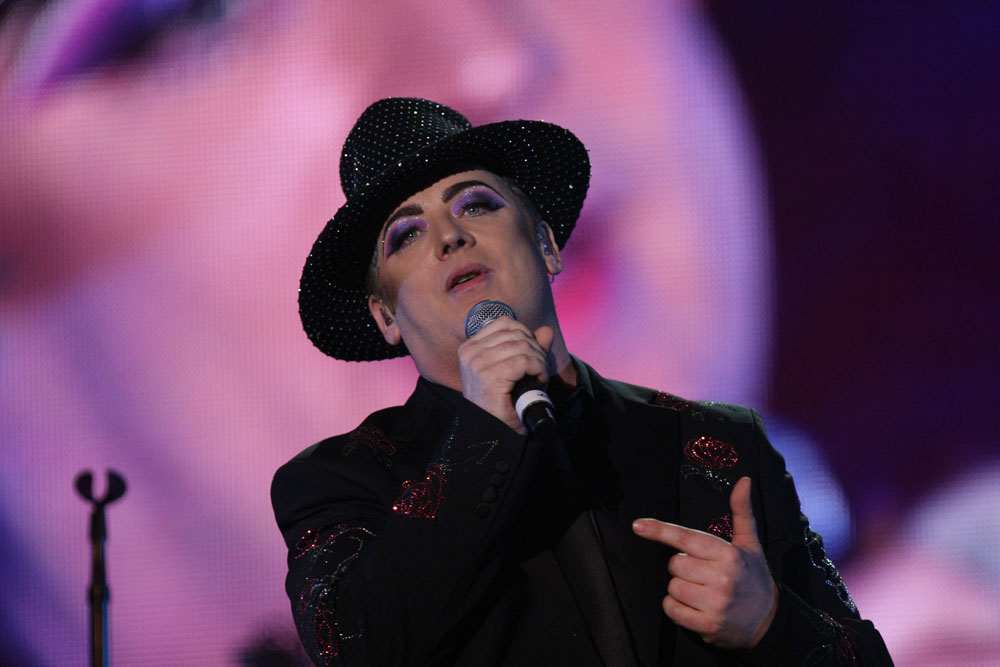
O cantor Boy George criticou o videoclipe de "This Used to Be My Playground", porque sentiu que era muito parecido com a música "To Be Reborn".

O videoclipe, dirigido por Alek Keshishian, foi filmado nos Raleigh Studios, em Hollywood e Malibu, e teve sua estréia oficial na MTV em 30 de junho, um dia antes da A League of Their Own. Ele mostra um homem olhando para um álbum de fotos, enquanto Madonna canta em diferentes quadros de dentro das imagens. Cenas do filme também aparecem no álbum durante e após o interlúdio instrumental. Quando termina, o homem chega ao final do álbum e depois retorna às páginas anteriores. No geral, o vídeo, como a música, fala sobre trazer de volta memórias de infância, mas declara que nunca se apegará ao passado. Em 2004, estava comercialmente disponível como um extra na edição especial em DVD de dois discos da A League of Their Own.
Segundo Rettenmund, diferentemente da maioria dos vídeos relacionados às trilhas sonoras, este não enfatizou a possibilidade de ter cenas do filme no próprio videoclipe. Em vez disso, Keshishian e Madonna escolheram a introspecção como tema, com imagens simples para retratá-las. O autor observou: "No final, o homem que está recordando seu álbum abaixa a cabeça, fechando o vídeo com uma espécie de tristeza perfeita para ressonar com o tédio de Madonna". Para o vídeo, ela recebeu uma indicação no Billboard Music Video Awards de 1992, na categoria de Melhor Artista Pop/Rock Feminina.
O vídeo foi comparado ao "To Be Reborn" (1987) de Boy George, lançado menos de cinco anos antes de "This Used to Be My Playground"; Nele, a cantora também aparece nas páginas de um álbum de fotos, tocando a música. O próprio George declarou em sua autobiografia que estava "furioso" depois de ver o vídeo de Madonna e renomeá-lo "Este costumava ser meu vídeo".

## Faixas e formatos
| Cassete / CD single japonês |                                                    |         |  |
| N.º                         | Título                                             | Duração |  |
| 1.                          | "This Used to Be My Playground" (versão do single) | 5:06    |  |
| 2.                          | "This Used to Be My Playground" (versão larga)     | 6:03    |  |

| Maxi single / CD single / Single de 12" |                                                    |         |  |
| N.º                                     | Título                                             | Duração |  |
| 1.                                      | "This Used to Be My Playground" (versão do single) | 5:06    |  |
| 2.                                      | "This Used to Be My Playground" (instrumental)     | 6:54    |  |
| 3.                                      | "This Used to Be My Playground" (versão larga)     | 6:03    |  |

## Créditos e equipe
- © 1992 Sire Records Co., subsudiaria da Time Warner.
- WB Music Corp/Bleu Disque Music Co. Inc./Webo Girl Publishing, Inc. Administrado pro WB Music Corp/Shepsongs administrado por MCA Music Publishing Inc. (ASCAP)

Equipe
- Madonna: vocal, composição, produtor.
- Shep Pettibone: composição, produtor, programação.
- Jeremy Lubbock: arranjo de cordas, programação.
- Al Schmitt: engenheiro, mixagem, gravação.
- Jeri Heiden: diseño.

Créditos adaptados das notas do Allmusic e do encarte do cassete de "This Used to Be My Playground".

## Desepenho comercial

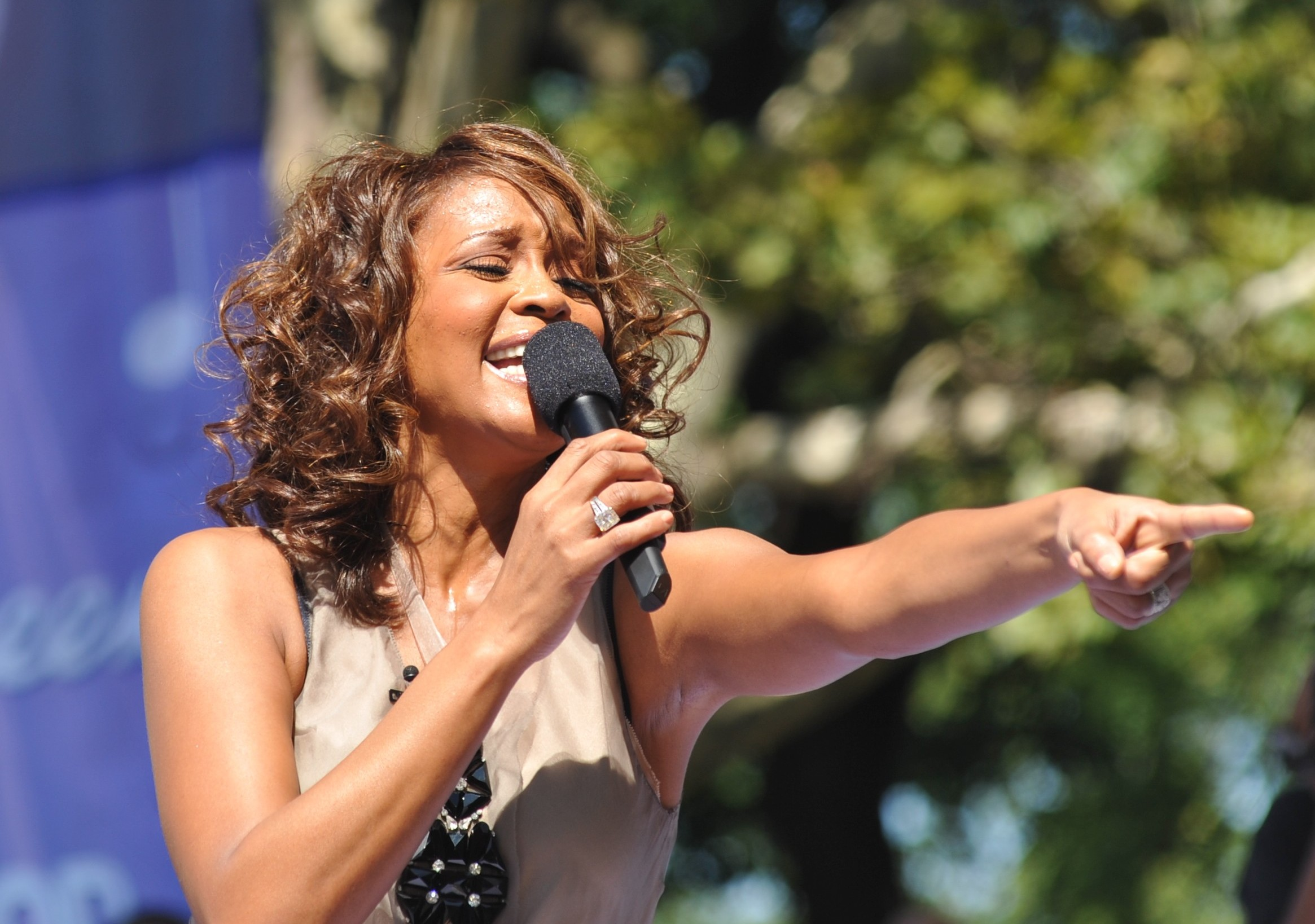
Na época, com "This Used to Be My Playground", Madonna rompeu o recorde de Whitney Houston como a artista feminina com o maior número de singles em primeiro lugar na Billboard Hot 100.

Nos Estados Unidos, "This Used To Be My Playground" estreou na tabela Billboard Hot 100 no número 35, na semana de 4 de julho de 1992. A estréia foi auxiliada por apenas pontos de airplay que permitiram a entrada no Hot 100 Airplay no número 14. A música recebeu uma rotação pesada imediata nas estações de rádio dos EUA, como Hot 97 de Nova Iorque e Wild 107 em São Francisco. Uma semana depois, a música saltou para o número 17 no Hot 100, tendo tido o maior ganho de vendas e airplay de qualquer canção na tabela. Em 8 de agosto de 1992, a música alcançou o topo da tabela por uma semana, tornando-se o décimo primeiro single de Madonna, rompendo o recorde de Whitney Houston como a artista feminina com mais singles número um na época. A música substituiu "Baby Got Back" de Sir Mix-a-Lot, embora tenha sido o número três nas tabelas Hot 100 Single Sales e Hot 100 Airplay. De acordo com Michael Ellis, da Billboard, a música superou "Baby Got Back" por uma pequena margem de pontos na tabela. A música passou um total de 20 semanas na tabela e foi classificada como número 21 na tabela de final do ano dp Hot 100 em 1992.
"This Used to Be My Playground" também alcançou as posições de pico de número dois no Hot 100 Airplay e número quatro nas tabelas do Adult Contemporary. Em 10 de setembro de 1992, foi certificado em ouro entregue pela Recording Industry Association of America pelas vendas superiores a 500,000 cópias. A Billboard classificou-a no número 22 da lista de "40 Maiores Sucessos de Madonna" no Hot 100. No Canadá, a música estreou no número 60 na tabela de singles da revista RPM em 4 de julho de 1992. Após sete semanas, alcançou o topo da tabela e esteve presente por um total de 19 semanas.
Na Austrália, a música alcançou o pico do número nove na ARIA Charts e recebeu uma certificação de ouro da Australian Recording Industry Association (ARIA) tendo vendido 35,000 cópias no país. No Reino Unido, a música estreou no número cinco na UK Singles Chart e alcançou o pico de número três na semana de 25 de agosto de 1992, e esteve presente no top 100 por um total de 9 semanas. Foi certificada em prata pela British Phonographic Industry (BPI) em 1º de setembro de 1992, depois de exceder 200,000 cópias. O single vendeu mais de 275,000 cópias em outubro de 2010. A música também alcançou grande sucesso em toda a Europa, alcançando o número um em vários países, incluindo a Suécia, e figurando entre os dez primeiros em outros países. Isso resultou na música alcançando um pico de número dois no European Hot 100 Singles.

### Tabelas semanais
| Tabela musical (1992)                 | Melhor posição |
| ------------------------------------- | -------------- |
| Alemanha (GfK Entertainment Charts)   | 6              |
| Austrália (ARIA Charts)               | 9              |
| Áustria (Ö3 Austria Top 40)           | 11             |
| Bélgica (Ultratop 50 de Flandres)     | 6              |
| Canadá (RPM Single Chart)             | 1              |
| Dinamarca (Hitlisten)                 | 5              |
| Estados Unidos (Adult Contemporary)   | 4              |
| Estados Unidos (Billboard 100)        | 1              |
| Estados Unidos (Hot 100 Single Sales) | 3              |
| Estados Unidos (Hot 100 Airplay)      | 2              |
| Europa (European Top 100 Albums)      | 1              |
| França (SNEP)                         | 7              |
| Grécia (IFPI Grécia)                  | 10             |
| Irlanda (IRMA)                        | 2              |
| Itália (FIMI)                         | 1              |
| Noruega (VG-lista)                    | 3              |
| Nova Zelândia (Recorded Music NZ)     | 14             |
| Países Baixos (Dutch Top 40)          | 8              |
| Países Baixos (Single Top 100)        | 7              |
| Portugal (AFP)                        | 8              |
| Reino Unido (UK Singles Chart)        | 3              |
| Suécia (Sverigetopplistan)            | 1              |
| Suíça (Schweizer Hitparade)           | 6              |

| Tabela musical (1992)               | Posição |
| ----------------------------------- | ------- |
| Alemanha (GfK Entertainment Charts) | 35      |
| Austrália (ARIA Charts)             | 45      |
| Bélgica (Ultratop de Flandres)      | 38      |
| Canadá (RPM)                        | 8       |
| Estados Unidos (Billboard Hot 100)  | 21      |
| Estados Unidos (Adult Contemporary) | 33      |
| Países Baixos (Single Top 100)      | 43      |
| Reino Unido (UK Singles Chart)      | 43      |
| Suíça (Schweizer Hitparade)         | 15      |

| Região                                         | Certificação | Vendas   |
| ---------------------------------------------- | ------------ | -------- |
| Austrália (ARIA)                               | Ouro         | 35,000^  |
| Estados Unidos (RIAA)                          | Ouro         | 500,000^ |
| Reino Unido (BPI)                              | Prata        | 275,000  |
| ^distribuições baseadas apenas na certificação |              |          |